# Medna
Medna (szerbül: Медна) falu Bosznia-Hercegovinában, Bosanska krajina területén, a Szerb Köztársaságban, Mrkonjić Grad községben.

## Fekvése
Bosznia-Hercegovina közép-nyugati részén, Banja Lukától légvonalban 52, közúton 77 km-re, községközpontjától légvonalban 14, közúton 24 km-re délnyugatra, a Dinári-hegységben, a Dimitor és Lisina lejtőin, valamint a Medljanka és a Sana folyók völgyében, 722 méteres tengerszint feletti magasságban található. Kivételesen háborítatlan természet és nagyszámú ivóvízforrás jellemzi. Gazdag feketeszénben (középkor), alabástromban és gipszben is.

## Népessége
| Nemzetiségi csoport | Népesség 1991 | Népesség 2013 |
| ------------------- | ------------- | ------------- |
| Szerb               | 786           | 226           |
| Bosnyák             | 0             | 0             |
| Horvát              | 1             | 0             |
| Jugoszláv           | 0             | 0             |
| Egyéb               | 4             | 0             |
| Összesen            | 791           | 226           |

## Története
A „Medna” név eredetéről számos elmélet létezik. Az egyik szerint a falu nevét a mézről (med) kapta. Más források azt állítják, hogy a törökök az erődített települést jelentő (medina) arab szó után Medinának nevezték el ezt a helyet, mivel a falutól nem messze található a középkori Prizrenac erődje. A régészeti bizonyítékok (márványlapok, temetőmaradványok stb.) azt igazolják, hogy ezen a területen már a Római Birodalom idejében is létezett település. Az 1875-ös bosnyák felkelés idején innen származott Toma Savanović csetnik vajda.
A falu 1878-ig tartozott az Oszmán Birodalomhoz, majd az Osztrák-Magyar Monarchia része lett. 1879-ben az első osztrák-magyar népszámlálás során Medna községben 230 házat és 1508 ortodox szerb lakost számláltak. 1910-ben a településen 361 házat, 2179 ortodox szerb és 2 katolikus lakost számláltak. A monarchia szétesésével 1918-ben előbb a Szerb-Horvát-Szlovén Királyság, majd 1929-től a Jugoszláv Királyság része. 1945-től a szocialista Jugoszlávia része volt. Jugoszlávia megszállása után a falu a Független Horvát Állam (NDH) része lett, majd nem sokkal ezután megkezdődött a szerb lakosság lázadása az új hatalommal szemben, melyet a szerbek elleni usztasa támadások követtek.
A településen az 1991-es népszámlálás adatai szerint 791-en éltek. A település 1995 szeptemberéig a boszniai szerb katonai egységek ellenőrzése alatt állt. Lakossága a horvát hadsereg közeledtére elmenekült. A boszniai háborút lezáró daytoni békeszerződés rendelkezése alapján az ország területét felosztották a Bosznia-hercegovinai Föderáció és a boszniai Szerb Köztársaság között, ennek során a település a Boszniai Szerb Köztársasághoz és Mrkonjić Grad községhez került. Az újvidéki Medljana „Dimitor” Egyesület elnöke, Mladen Jovišić azt állítja, hogy csak ebben a vajdasági városban több mint 3000 volt mednai lakos él. Az egykori lakosok minden évben szervezetten gyűlnek össze a falu templománál. Ezzel szeretnének hozzájárulni ahhoz, hogy a falu nehogy teljesen elpusztuljon. Mára aszfaltos út épült a faluba, minden házban van telefon, de az iskola nem működik, mert nincs diák. A faluban többnyire idős emberek élnek.

## Nevezetességei
- A település fő szakrális épülete a Boldogságos Szűz Mária születése ortodox templom. Az eredeti templom 1883 és 1888 között épült. A romosodás miatt a templomot 1977-ben lebontották, és a helyiek részvételével megkezdődött az új, mai templom építése. Az építkezés 1988-ig tartott, amikor Banja Luka püspöke, Jefrem szentelte fel. A boszniai háború idején a templom több hónapig a Horvát Köztársaság hadseregének kezében volt, akik meggyalázták és részben megrongálták. A plébánosok és Peno Nikola pap erőfeszítései révén a templomot 2001 és 2004 között állították helyre. 2006 óta a templomban találhatók Medljan, Szerafim, Habakuk és Mardari mártír szerzetesek ereklyéi is, melyekhez a hívők minden nap eljönnek istentiszteletre és lelki megerősítésre. A Boldogságos Szűz Mária születése templom az egyik első templom a Bihács-Petrovaci Ortodox Egyházmegyében, amelyet teljesen freskókkal díszítettek. A templom körül egy nagy, szépen díszített udvar található, melyet szökőkút, rengeteg növényzet, ciprusfák és virágok díszítenek.[9]

- Szerb ordodox monostor. A régebbi lakosok elbeszélései szerint Mednában volt egy kolostor, amely megsemmisült, de senki sem tudja, hogy miért. Hosszú ideje minden évben felolvasnak ott „imákat” a jó termésért. Nem messze a sírtól, ahol a szerzeteseket eltemették, egy kisebb kőkeresztet találtak, amelyen a felirat megfakult, de az 1711-es évszám látható rajta. A keresztet később a meggyilkolt szerzetesek emlékére felállították. Az ereklyék előkerülése után negyven napon át minden nap liturgiát tartottak a mednai templomban, ahol akkor a szerzetesek ereklyéi voltak.[10] Nem messze attól a helytől, ahol az ereklyéket megtalálták, megkezdődött az új kolostor építése. 2011 őszén Hrizosztosz bihács-petrovaci püspök szentelte fel az újonnan épült templomot, amelyet Medna tiszteletreméltó vértanúinak szenteltek fel.[11] 2019. június 8-án, tizenkét és fél év után a Medljani Tisztelendő Vértanúk ereklyéi a mednai Szűz Mária születése templomból a mednai kolostorba kerültek.[12] A kolostor első apátnője 2021. október 11-én került a közösség élére.[13]

- Grobnica – középkori temető maradványai néhány fennmaradt stećak sírkővel.[14]

- Selišta – 1 - 4. századi római település maradványai római épületmaradványokkal, alapfalakkal, téglákkal és faragott kövekkel.[14]

## Fordítás
- Ez a szócikk részben vagy egészben  a(z)   Медна című szerb Wikipédia-szócikk ezen változatának fordításán alapul.  Az eredeti cikk szerkesztőit annak laptörténete sorolja fel. Ez a jelzés csupán a megfogalmazás eredetét és a szerzői jogokat jelzi, nem szolgál a cikkben szereplő információk forrásmegjelöléseként.
- Ez a szócikk részben vagy egészben  a(z)   Манастир Медна című szerb Wikipédia-szócikk ezen változatának fordításán alapul.  Az eredeti cikk szerkesztőit annak laptörténete sorolja fel. Ez a jelzés csupán a megfogalmazás eredetét és a szerzői jogokat jelzi, nem szolgál a cikkben szereplő információk forrásmegjelöléseként.